# جورج لونغ (قسيس)
جورج لونغ (بالإنجليزية: George Long)‏ هو قسيس أسترالي، ولد في 5 نوفمبر 1874 في Carisbrook, Victoria ‏ في أستراليا، وتوفي في 9 يوليو 1930 في إنجلترا في المملكة المتحدة بسبب نزف مخي.